# Jos Jonker
Jos Jonker (* 23. April 1951 in Castricum) ist ein ehemaliger niederländischer Fußballspieler.

## Karriere

### Vereine
Jonker spielte für seinen ersten Verein im Seniorenbereich sechs Jahre lang in der Eredivisie und zwei in der Eerste Divisie. Danach verließ er den SC Telstar nach 227 Punktspiele, in denen er 18 Tore erzielte. Sein Punktspieldebüt gab er am 22. November 1970 (12. Spieltag) beim 1:1-Unentschieden im Auswärtsspiel gegen den MVV Maastricht.
Im Wettbewerb um den nationalen Vereinspokal wurde er elfmal eingesetzt, wobei er zwei Tore erzielte. Sein Pokalspieldebüt am 9. Januar 1972 im heimischen Stadion wurde mit der 0:1-Niederlage gegen den WVV Wageningen bereits in der 1. Runde getrübt.
Danach spielte er für den Erstligisten FC Den Haag und bestritt in zwei Saisons 65 Punktspiele, in denen er vier Tore erzielte und drei in fünf Pokalspielen.
Von 1980 bis 1983 war er für AZ Alkmaar 90 Mal in der Eredivisie aktiv und erzielte 15 Tore. Während seiner Vereinszugehörigkeit gewann er zweimal den Vereinspokal, zu dessen Erfolge er in insgesamt 15 Spielen beigetragen hatte; sein 16. und letztes Pokalspiel bestritt er am 13. November 1982 bei der 2:3-Niederlage im Heimspiel gegen den FC Volendam in der 2. Runde. Des Weiteren kam er in insgesamt 19 Spielen der drei europäischen Pokalwettbewerbe zum Einsatz, in zweien traf er jeweils doppelt. Kam er um den Landesmeisterpokal 1981/82 und um den Pokalsiegerpokal 1982/83 jeweils in vier Begegnungen zum Zuge, so waren es zuvor im UEFA-Pokal-Wettbewerb 1980/81 elf, da er mit seiner Mannschaft mit dem Erreichen des Finales am weitesten kam. Bei Ipswich Town wurde das Hinspiel am 6. Mai 1981 mit 0:3 verloren und konnte am 20. Mai 1981 im Olympiastadion Amsterdam mit dem 4:2-Sieg, zu dem er den Treffer zum Endstand in der 74. Minute erzielte, nicht mehr egalisiert werden.

### Nationalmannschaft
Jonker wurde zweimal in der A-Nationalmannschaft eingesetzt; sein Debüt gab er am 11. Oktober 1980 im Philips Stadion  von Eindhoven gegen die Nationalmannschaft Deutschlands und endete mit 1:1 unentschieden. Sein zweites Spiel als Nationalspieler bestritt er am 22. Februar 1981 in Groningen beim 3:0-Sieg über die Nationalmannschaft Zyperns im dritten Spiel der WM-Qualifikationsgruppe 2.

## Erfolge
- Niederländischer Meister 1980
- KNVB-Pokal-Sieger 1981, 1982